# Circondario della Pomerania Anteriore Settentrionale
Il circondario della Pomerania Anteriore Settentrionale (in tedesco: Landkreis Nordvorpommern) era un circondario del Land tedesco del Meclemburgo-Pomerania Anteriore. Esistette dal 1994 al 2011.

## Storia
Il circondario fu creato nel 1994.
Il 4 settembre 2011 si fuse con la città extracircondariale di Stralsund e il circondario di Rügen, formando il nuovo circondario della Pomerania Anteriore-Rügen.

## Geografia antropica
Al momento dello scioglimento, il circondario si componeva di quattro comuni extracomunitari (Amtsfreie Gemeinden) e otto comunità (Ämter), che raggruppavano complessivamente 8 città e 62 comuni.

### Comuni extracomunitari (Amtsfreie Gemeinden)
1. Grimmen, Città (11.032)
2. Marlow, Città (5.023)
3. Süderholz [Sede: Poggendorf] (4.411) 2014 in Sundhagen
4. Zingst (3.235)

### Comunità (Ämter)
sede del capoluogo *
| - 1. Altenpleen 1. Altenpleen * (763) 2014 in Zingst 2. Groß Mohrdorf (852) 2014 in Zingst 3. Klausdorf (673) 2014 in Zingst 4. Kramerhof (1.833) 2014 in Stralsund 5. Preetz (1.032) 2014 in Stralsund 6. Prohn (1.971) 2014 in Stralsund - 2. Barth 1. Bartelshagen II bei Barth (436) 2014 in Barth 2. Barth, Città * (9.097) 2014 in Barth 3. Divitz-Spoldershagen (478) 4. Fuhlendorf (970) 2014 in Barth 5. Karnin (250) 2014 in Barth 6. Kenz-Küstrow (544) 7. Löbnitz (676) 2014 in Barth 8. Lüdershagen (615) 2014 in Barth 9. Pruchten (684) 2014 in Barth 10. Saal (1.308) 2014 in Barth 11. Trinwillershagen (1.333) 2014 in Ahrenshagen-Daskow - 3. Darß/Fischland 1. Ahrenshoop (763) 2014 in Zingst 2. Born auf dem Darß * (1.161) 2014 in Zingst 3. Dierhagen (1.659) 2014 in Ribnitz-Damgarten 4. Prerow (1.655) 2014 in Zingst 5. Wieck auf dem Darß (756) 2014 in Zingst 6. Wustrow (1.266) 2014 in Zingst | - 4. Franzburg-Richtenberg 1. Franzburg, Città * (1.592) 2014 in Franzburg-Richtenberg 2. Glewitz (621) 2014 in 2014 in Trebeltal 3. Gremersdorf-Buchholz (786) 4. Millienhagen-Oebelitz (382) 5. Papenhagen (612) 2014 in Grimmen 6. Richtenberg, Città (1.453) 2014 in Franzburg-Richtenberg 7. Splietsdorf (562) 2014 in Trebeltal 8. Velgast (2.005) 9. Weitenhagen (282) 2014 in Velgast 10. Wendisch Baggendorf (558) 2014 in Trebeltal - 5. Miltzow 1. Elmenhorst (743) 2014 in Grimmen 2. Sundhagen (5.443) 3. Wittenhagen (1.226) 2014 in Grimmen | - 6. Niepars 1. Groß Kordshagen (388) 2014 in Niepars 2. Jakobsdorf (533) 2014 in Niepars 3. Kummerow (362) 2014 in Niepars 4. Lüssow (893) 2014 in Stralsund 5. Neu Bartelshagen (400) 2014 in Niepars 6. Niepars * (1.963) 7. Pantelitz (747) 2014 in Stralsund 8. Steinhagen (2.648) 2014 in Stralsund 9. Wendorf (1.065) 2014 in Stralsund 10. Zarrendorf (1.111) 2014 in Grimmen - 7. Recknitz-Trebeltal 1. Bad Sülze, Città (1.838) 2014 in Tribsees 2. Dettmannsdorf (1.126) 2014 in Marlow 3. Deyelsdorf (563) 2014 in Trebeltal 4. Drechow (268) 2014 in Tribsees 5. Eixen (890) 2014 in Tribsees 6. Grammendorf (632) 2014 in Trebeltal 7. Gransebieth (661) 2014 in Trebeltal 8. Hugoldsdorf (156) 2014 in Tribsees 9. Lindholz (718) 10. Tribsees, Città * (2.878) - 8. Ribnitz-Damgarten 1. Ahrenshagen-Daskow (2.145) 2. Ribnitz-Damgarten, Città * (16.608) 3. Schlemmin (316) 2014 in Ahrenshagen-Daskow 4. Semlow (823) 2014 in Ahrenshagen-Daskow |